# Zyklon B

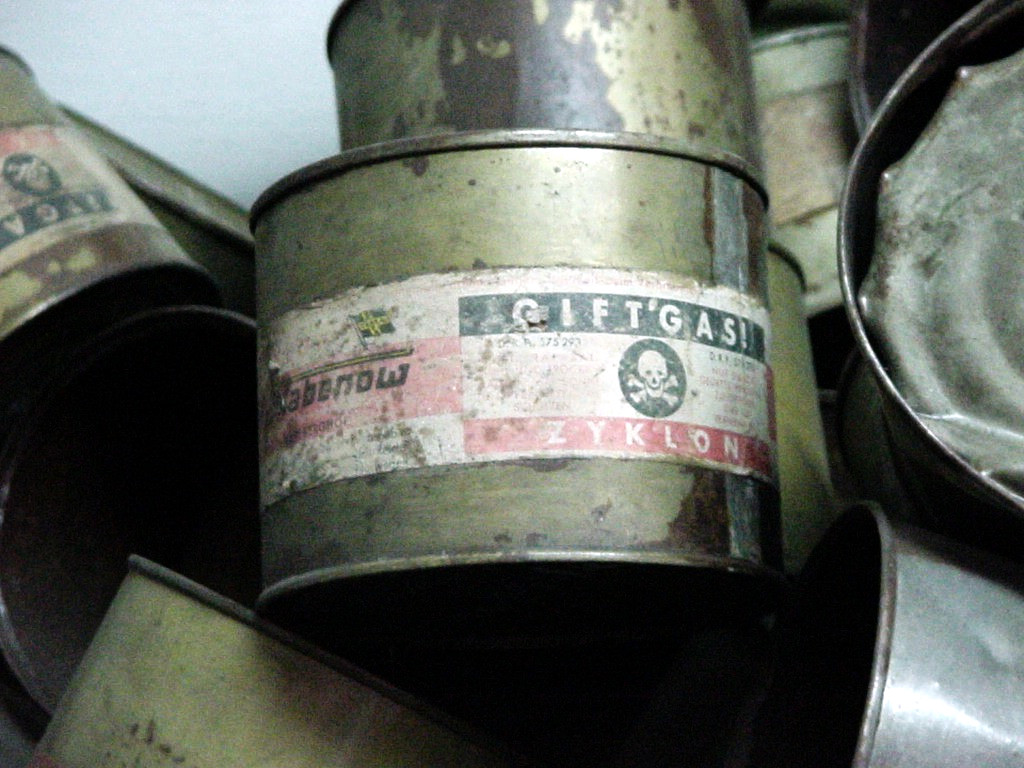
Scatolette di Zyklon B usate dai nazisti trovate nel lager di Auschwitz

Zyklon B (pronuncia: /t͡syˈkloːn ˈbeː/) era il nome commerciale di un agente fumigante a base di acido cianidrico (o acido prussico) utilizzato come agente tossico nelle camere a gas di alcuni campi di sterminio nazisti.
Anche se utilizzato in un numero limitato di lager, principalmente ad Auschwitz e Majdanek, lo Zyklon B è oggi ricordato come uno dei simboli della Shoah. L'uso della parola Zyklon (ciclone in tedesco) ha spinto varie comunità ebraiche a chiedere nel 2002 alla Bosch Siemens Hausgeräte e alla Umbro di ritirare i loro tentativi di usare o registrare tale termine per loro prodotti.

## Uso sulle persone

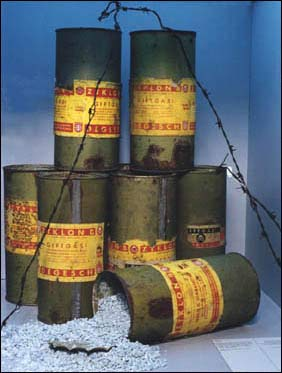
Barili di Zyklon B

L'insetticida cianogenetico fu sviluppato negli anni venti da Fritz Haber, un ebreo tedesco, vincitore del premio Nobel per la chimica nel 1918, impiegato della Bayer. Haber fu poi costretto a emigrare nel 1933. L'insetticida fu usato dalla Germania nazista nelle camere a gas del campo di sterminio di Auschwitz e nel campo di concentramento di Majdanek. A seconda della concentrazione era denominato Zyklon A, B, C, D, E ed F; la concentrazione denominata Zyklon "D" era utilizzato come insetticida mentre la concentrazione "E" era utilizzata per la disinfestazione degli edifici in legno. Lo Zyklon B si presentava in forma di granuli composti di polpa di legno o terra diatomacea. Tali granuli, di colore bluastro, erano impregnati di acido cianidrico, di uno stabilizzatore e di gas lacrimogeno o irritante che aveva lo scopo di segnalare la presenza del gas prima della sua evaporazione. Una volta estratto dai suoi contenitori ermetici, l'acido cianidrico contenuto nei granuli evaporava a una temperatura di 26 gradi Celsius.
Lo Zyklon B fu inizialmente usato nei campi di concentramento per lo spidocchiamento e il controllo del tifo. Fu sperimentato per la prima volta il 3 settembre 1941, nel campo di Auschwitz, su 600 prigionieri di guerra russi e 250 polacchi. Lo Zyklon B era fornito dalle ditte tedesche Degesch (Deutsche Gesellschaft für Schädlingsbekämpfung mbH - Società Tedesca per la Disinfestazione) e dalla Tesch und Stabenow (Internationale Gesellschaft für Schädlingsbekämpfung mbH, Hamburg), comunemente nota col nome "TESTA", due tra le società che costituivano la IG Farben con amministratore Wurster che deteneva il brevetto. Il gas fu utilizzato in principio unito a un agente irritante aggiunto dalla stessa società; successivamente, per ordine dell'ufficiale Kurt Gerstein, l'irritante fu eliminato.
A questo provvedimento la società si oppose, perché il suo brevetto riguardava anche l'aggiunta dell'irritante. Esso fungeva da segnalatore della presenza del gas per proteggere gli inservienti che dovevano utilizzarlo, ma fu tolto in quanto le SS ritennero che in sua assenza il processo di uccisione fosse più veloce. La stessa società in origine forniva al campo, oltre al gas, anche il personale addetto a maneggiarlo. Nel 1942 la distribuzione del gas all'interno delle SS fu regolamentata dall'istituto di igiene di Berlino delle stesse SS, diretto da Mrugowsky.
I nazisti ordinarono alla Degesch di produrre lo Zyklon B senza irritante, segnalatore di pericolo chimico, contravvenendo alle leggi tedesche. Dopo la seconda guerra mondiale, due direttori della Tesch furono processati da una corte militare britannica e poi giustiziati per aver preso parte alla fornitura del materiale. Dai bonifici di pagamento effettuati dalle SS a questa società si deduce che furono forniti al campo di concentramento di Auschwitz:

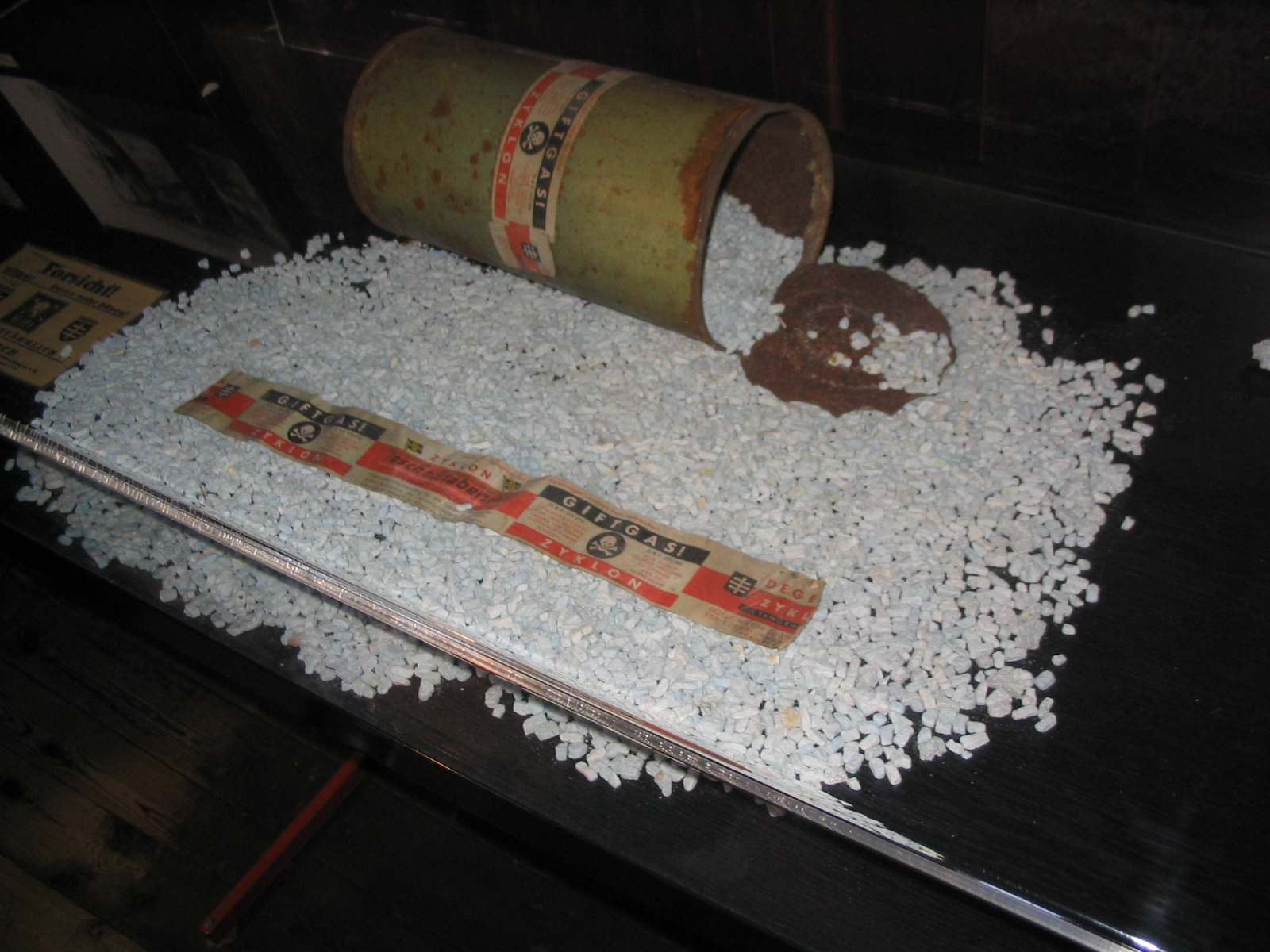
Il contenuto di una scatoletta di Zyklon B

- 2.211 kg di Zyklon B nel 1942;
- 5.000 kg di Zyklon B nel 1943;
- 500 kg di Zyklon B nel 1944.

L'acido cianidrico a 200 mg/m³ uccide una persona in circa 10 minuti. Da cinque a sette kg di Zyklon B erano fatti cadere nella camera della morte attraverso un'apertura nel soffitto per uccidere da 1.000 a 2.000 persone in pochi minuti. L'azione tossica si deve allo ione CN−, il quale si lega agli enzimi ossidanti preposti alla respirazione cellulare, in particolar modo all'enzima citocromo-ossidasi, provocando l'anossia. I sintomi da intossicazione erano la perdita di coscienza e le convulsioni e dopo circa 15 minuti sopraggiungeva la morte.
Se l'uso di tale metodo si rivelava antieconomico, i nazisti preferivano utilizzare iniezioni di fenolo: ad Auschwitz fu utilizzata una soluzione acquosa di fenolo, iniettata direttamente nel ventricolo sinistro, con morte in 10-15 secondi. L'utilizzo del gas all'interno del campo era riservato a personale specializzato. In origine, come detto, tale personale era fornito dalla società produttrice, mentre in seguito fu costituito un gruppo di "disinfettori" (Desinfektoren) membri del servizio sanitario delle SS, e successivamente furono impiegati sottufficiali delle SS.

## La tesi negazionista

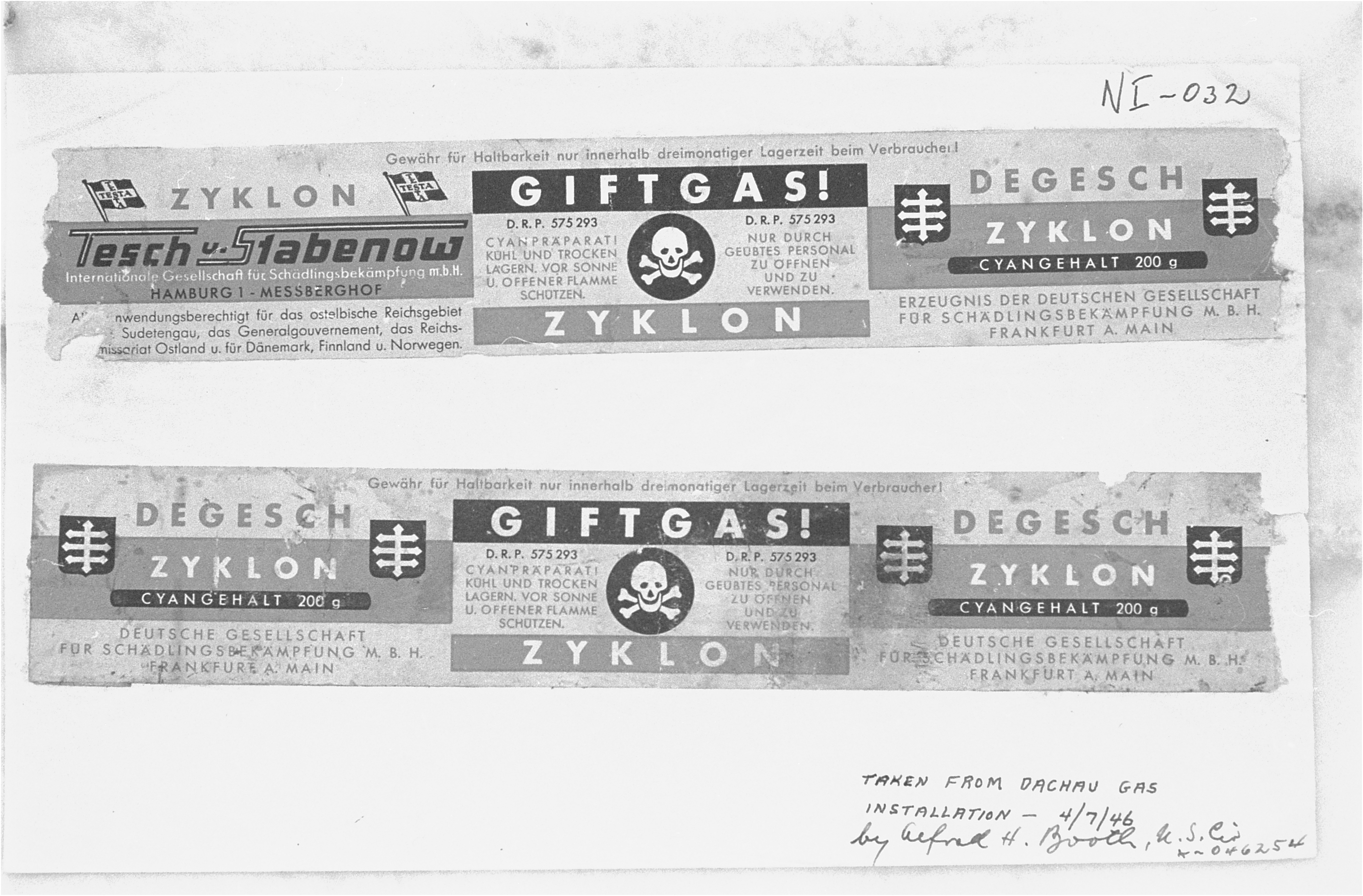
Etichette dello Zyklon B trovate nel lager di Dachau, con il caratteristico simbolo di pericolo

Tra i principali negazionisti dell'Olocausto, Robert Faurisson sosteneva che non esistessero prove verificabili che avessero dimostrato il funzionamento tecnico dello sterminio mediante camere a gas con Zyklon B. In particolare Faurisson tentava di contestare la testimonianza del comandante di Auschwitz Rudolf Höss, secondo la quale una squadra speciale (Sonderkommando), costituita da ebrei, metteva in moto un apparecchio di ventilazione ed entrava pochi minuti dopo la gasazione, magari fumando o mangiando, prendeva i cadaveri, li portava fuori, e poi verso i forni crematori per incenerirli.
La tesi, dimostratasi falsa, di Faurisson sosteneva che, avendo lo Zyklon B come caratteristica quella di attaccarsi fortemente alle superfici, e di penetrare nella pelle, sarebbe stato fisicamente impossibile che coloro che entravano a contatto con i cadaveri degli ebrei potessero fumare perché l'acido cianidrico è altamente esplosivo.
Le tesi chimico/ingegneristiche di Faurisson e degli altri negazionisti, pur non avendo alcun peso nella storiografia scientifica, sono state sottoposte a critica e smontate da vari studiosi. In particolare, nel corso del processo per diffamazione intentato dal negazionista britannico David Irving alla studiosa statunitense Deborah Lipstadt venne presentata una completa expertise scientifica a cura del chimico statunitense Richard Green, che contribuì al rigetto della causa da parte della corte. Tale tesi ribatté specificamente tutte le affermazioni di Faurisson e degli altri negazionisti. Le tesi negazioniste hanno infine trovato ampia smentita non solo nelle aule di tribunale ma anche nella storiografia.

## Condanna
Il 30 settembre 1946 i giudici del tribunale del processo di Norimberga condannarono le SS, dichiarandole un'organizzazione criminale. I giudici sottolinearono questa sentenza dichiarando che: "Le SS furono usate per scopi criminali, che comprendevano: la persecuzione e lo sterminio degli ebrei, brutalità ed esecuzioni nei campi di concentramento, eccessi nell'amministrazione dei territori occupati, l'amministrazione del programma di lavoro schiavistico e il maltrattamento e assassinio di prigionieri di guerra". La sentenza continuava dichiarando che il sospetto di crimini di guerra avrebbe coinvolto tutte le persone "che erano state ufficialmente accettate come membri delle SS [...] che divennero o rimasero membri dell'organizzazione sapendo che veniva usata per commettere atti dichiarati criminali dall'articolo 6 dello statuto di Londra sui crimini di guerra".